# Mark Carwardine

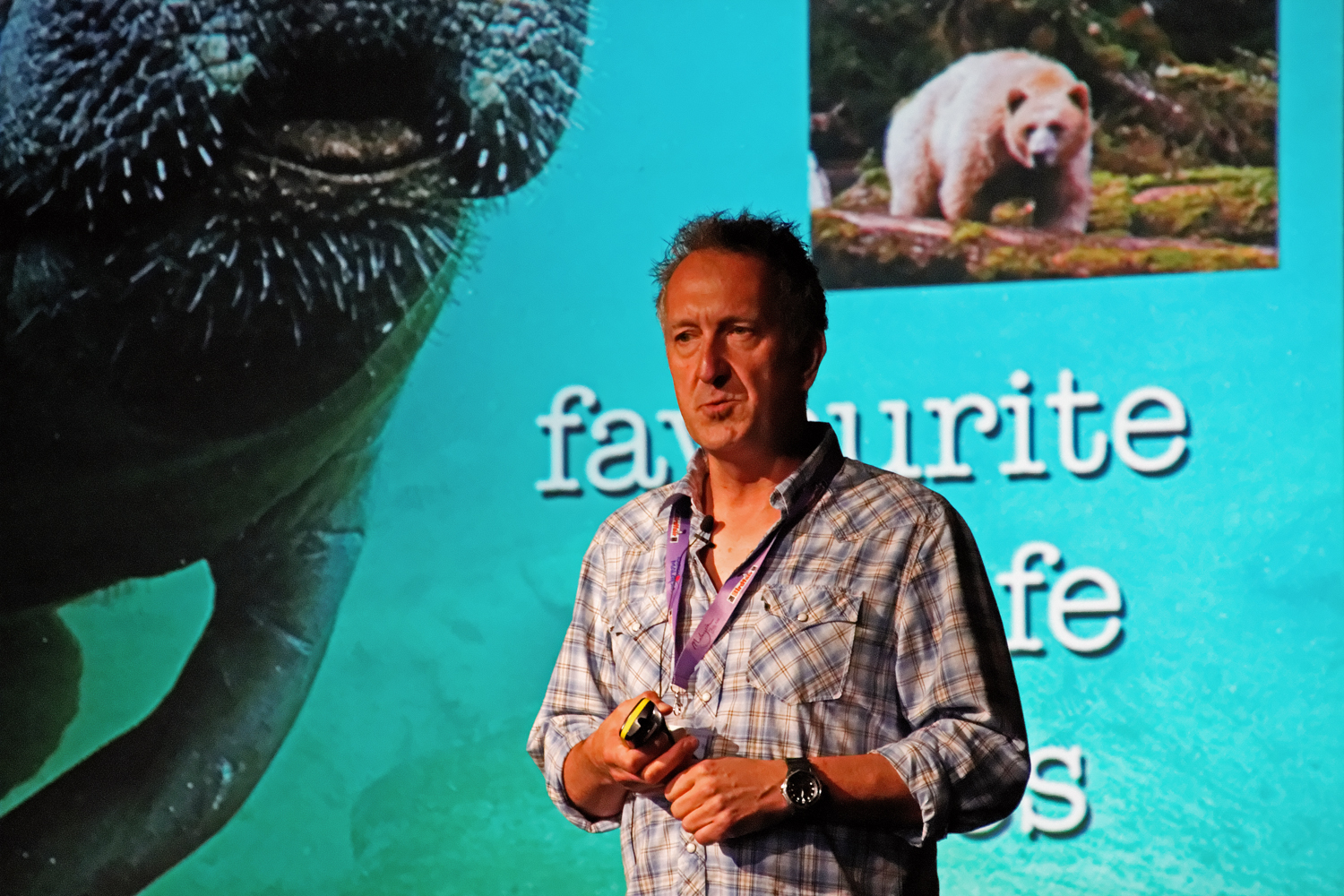
Mark Carwardine

Mark Carwardine (* 9. März 1959) ist ein  britischer Zoologe. Er arbeitete bis 1986 bei Naturschutzorganisationen wie zum Beispiel dem WWF und ist seitdem als freischaffender Autor von Sachbüchern, Fotograf und Zoologe tätig. Vor allem seine Bilder von Delfinen und Walen machten ihn bekannt. Carwardine ist Koautor des Buches Die Letzten ihrer Art, das er mit Douglas Adams schrieb.
Für die britische BBC präsentierte er sechs Jahre lang die wöchentlich ausgestrahlte Radiosendung Nature. Auch heute produziert er gelegentlich Radio- und Fernsehbeiträge über die Natur und ihren Schutz und ist weiterhin in Naturschutzorganisationen engagiert.